# スモック
スモック（英語：Smock-frock, Smock）は、軽作業用に用いられる上衣の一種。

## 概要
襟がなく丸首で丈の長い身頃に、長袖がついた形の上着である。やや末広がりの、ゆったりとしてすとんとしたデザインで作られている。
背中、胸元、および袖にある「チューブ」と呼ばれるプリーツと、そこに織り込まれる、伸縮性を持つよう調整されたスモッキングと呼ばれる亀甲模様の刺繍が特徴である。
伝統的なスモックはリネンか羊毛で作られており、丈はもも丈からふくらはぎの中ほどまでと多様である。

## 全盛期と衰退
スモックに施される刺繍の様式は地域によって異なり、職業ごとに伝統的なモチーフが数多くあった。例えば荷馬車の御者は車輪をしたモチーフ、羊飼いは羊牧羊杖の形をしたモチーフなどだった。これらの刺繍のほとんどはスモックの生地と同じ色の太い麻糸で施された。
19世紀半ばまでに田舎の労働者が伝統的なスモックを着用する習慣は廃れた。しかし1920年代までバッキンガムシャーの地方の一部の人たちはスモックを着用した。その後数十年にわたり、ケイト・グリーナウェイのイラストレーションに象徴されるように、過ぎ去ったイギリスの田舎に対するロマンチックな懐古が、スモックを模したゆるやかなスタイルの女性向けや子供向けのドレスブラウスの流行につながった。これらはとても上質なリネンや木綿で作られ、対照的な色の木綿の刺繍糸で施された繊細なスモッキング刺繍が特徴である。パステルカラーの刺繍が施されたスモックは乳幼児の衣服として今でも人気がある。

## 日本での状況
日本では、幼稚園や保育園で園児の制服・生活服として使用されたり、若い女性の衣服としても使われている。聖歌隊の制服としての認知は、教徒以外では聖歌隊を題材とした作品（ザ・ドリフターズのコント「少年少女合唱隊」など）を通じて知られている。